# Anthurium uleanum
Anthurium uleanum är en kallaväxtart som beskrevs av Adolf Engler. Anthurium uleanum ingår i släktet Anthurium och familjen kallaväxter.

## Underarter
Arten delas in i följande underarter:
- A. u. nanayense
- A. u. uleanum